# 에놀라 홈즈 2
"에놀라 홈즈 2"(영어: Enola Holmes 2)는 2022년 공개된 미스터리 영화이다. 해리 브래드비어가 감독을 맡았으며, 2020년 영화 《에놀라 홈즈》의 후속 작품이다.

## 출연

### 주연
- 밀리 바비 브라운 : 에놀라 홈즈 역(아역: 소피아 스타브리누)
- 헨리 카빌 : 셜록 홈즈 역(아역: 존 파셜)

### 조연
- 헬레나 본햄 카터 : 유도리아 홈즈 역
- 데이비드 듈리스 : 그레일 경감 역
- 루이스 패트리지 : 튜크스베리 자작 역
- 수잔 워코마 : 이디스 역
- 아딜 악타르 : 레스트레이드 경위
- 애비 헌 : 메이 이즐리 역
- 세라나 수-링 블리스 : 베시 채프먼 역
- 샤론 던컨 브루스터 : 미라 트로이[1] 역
- 히마쉬 파텔 : 존 왓슨 역
- 한나 도드 : 새라 채프먼 / 시실리 역